# Protomártir de Sinaloa
Protomártir de Sinaloa är en ort i Mexiko.   Den ligger i kommunen Angostura och delstaten Sinaloa, i den västra delen av landet, 1 100 km nordväst om huvudstaden Mexico City. Protomártir de Sinaloa ligger 20 meter över havet och antalet invånare är 343.
Terrängen runt Protomártir de Sinaloa är huvudsakligen platt, men österut är den kuperad. Terrängen runt Protomártir de Sinaloa sluttar västerut. Runt Protomártir de Sinaloa är det ganska glesbefolkat, med 43 invånare per kvadratkilometer. Närmaste större samhälle är La Reforma, 15,8 km söder om Protomártir de Sinaloa. Trakten runt Protomártir de Sinaloa består till största delen av jordbruksmark.